# Clarence Clemons

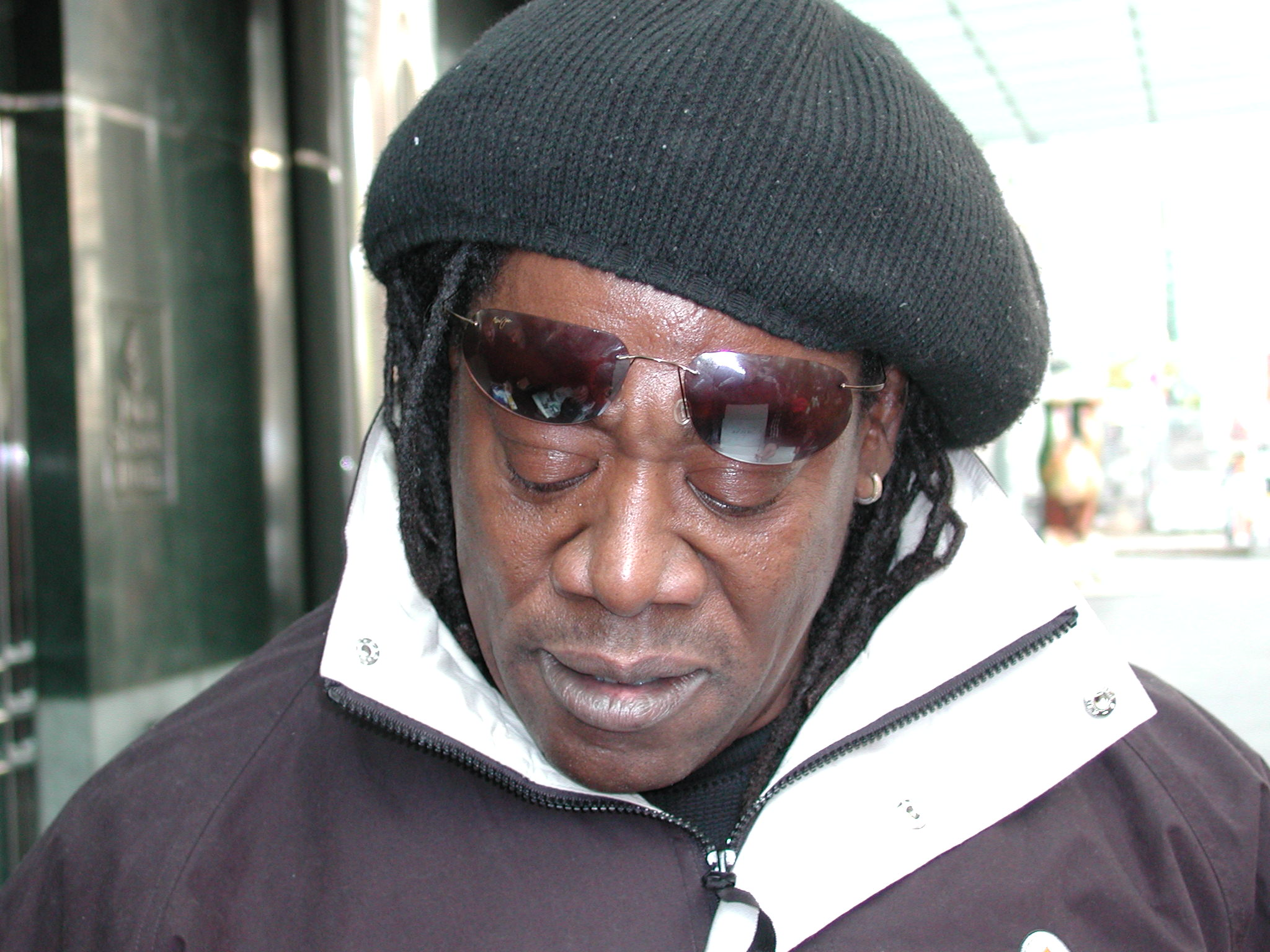
Clarence Clemons

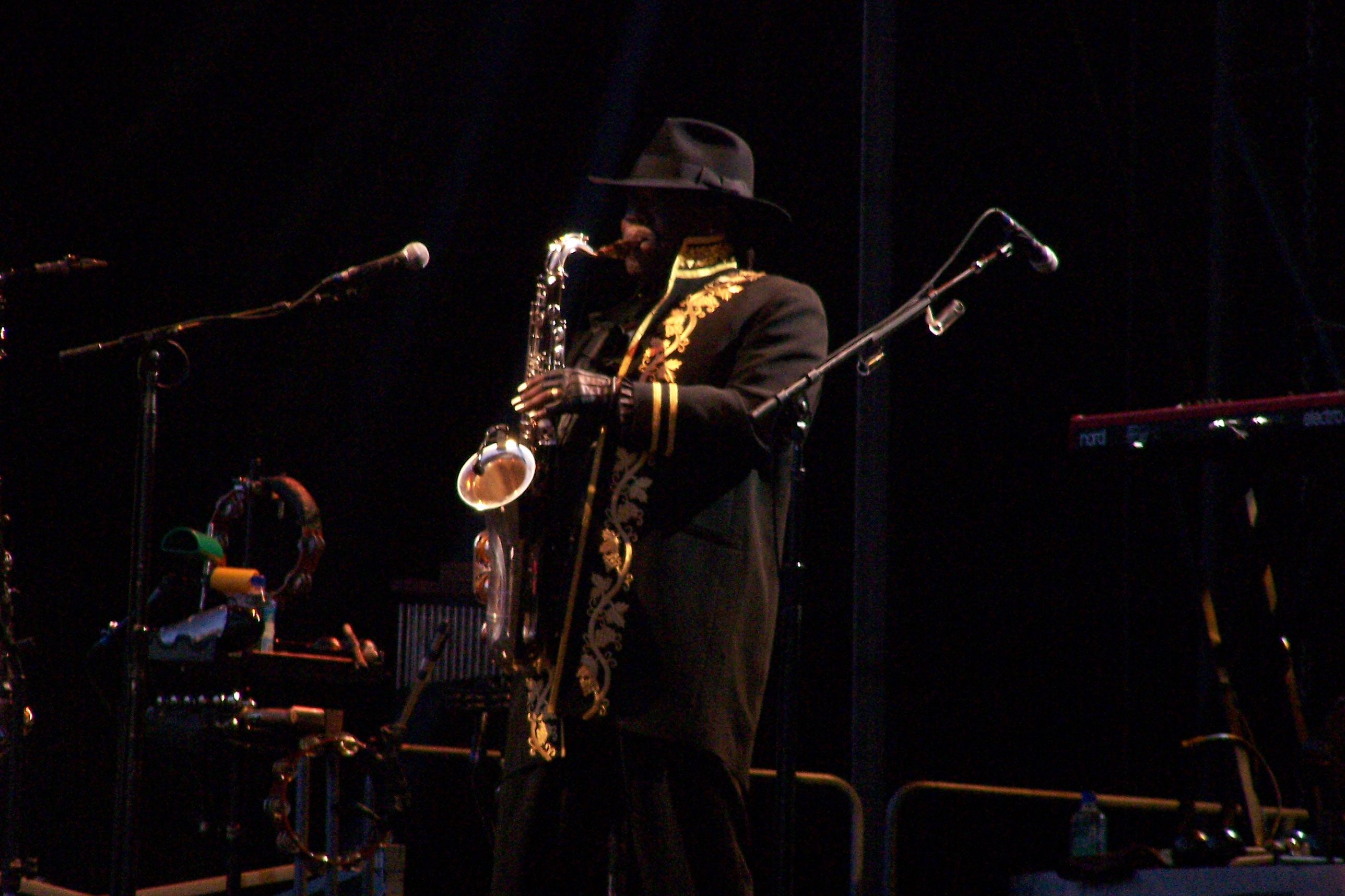
Clemons bij de E Street Band

Clarence Anicholas Clemons jr. (Norfolk, 11 januari 1942 – Palm Beach, 18 juni 2011) was een Amerikaanse saxofonist en acteur. Zijn bijnaam was The Big Man, vanwege zijn redelijk grote postuur.

## Carrière
Clemons was een vooraanstaand lid van de E Street Band, de begeleidingsband van zanger Bruce Springsteen. Vanaf 1972 was hij een van de gezichten en muzikale drijfveren van de groep. Springsteen introduceerde hem op het album Live in New York City (2001) als de "Minister of soul, secretary of the brotherhood". In het Springsteennummer Tenth Avenue Freeze-out (Born to Run) wordt hij ook bezongen: "When the change was made uptown, and the Big Man joined the band // From the coastline to the city, all the little pretties raise their hands // I'm gonna sit back right easy and laugh, when Scooter and the Big Man bust this city in half."  ('Scooter' is een pseudoniem voor Springsteen zelf).
Clemons heeft meerdere soloalbums op zijn naam staan en heeft met diverse artiesten gespeeld, onder wie Aretha Franklin en Roy Orbison. Zeker vermeldenswaard is het optreden met de Jerry Garcia Band op 16 september 1989 waarvan een cd is uitgebracht (Garcia Live volume 13) en de optredens met de Grateful Dead. In 2011 speelde hij mee op de nieuwe plaat van Lady Gaga. Daarnaast heeft hij kleine rolletjes gespeeld in een aantal films, waaronder Blues Brothers 2000. Met Jackson Browne bracht hij in 1985 de single You're a friend of mine uit.

## Privéleven
Clemons is vier keer getrouwd geweest:
1. Christina (1981)
2. Elizabeth Connell-Barr (2000)
3. Yanhong Meng (2004)
4. Viktorya (2008)

Hij had drie kinderen uit zijn eerste twee huwelijken: Clarence III, Charles, en Christopher. Clemons was een toegewijd christen. Ten slotte sprong zijn eetlust in het oog: volgens een uitgelekte eisenlijst van een E Street Band-tournee uit 2002, wenste Clemons dat er halverwege elk concert een hele gebraden kip voor hem klaarstond.
Op 12 juni 2011 kreeg Clemons een zware beroerte en kwam hij op de intensive care terecht. Hij overleed zes dagen later op 69-jarige leeftijd.

## Discografie

### Singles
| Single met eventuele hitnotering(en) in de Nederlandse Top 40 | Datum van verschijnen | Datum van binnenkomst | Hoogste positie | Aantal weken | Opmerkingen                                   |
| ------------------------------------------------------------- | --------------------- | --------------------- | --------------- | ------------ | --------------------------------------------- |
| You're a Friend of Mine                                       | 1985                  | 04-01-1986            | 7               | 10           | met Jackson Browne / #10 in de Single Top 100 |

### NPO Radio 2 Top 2000
| Nummer met noteringen in de NPO Radio 2 Top 2000 | '99  | '00  | '01 | '02  | '03 | '04  |
| ------------------------------------------------ | ---- | ---- | --- | ---- | --- | ---- |
| You're a Friend of Mine (met Jackson Browne)     | 1846 | 1585 | -   | 1522 | -   | 1837 |

1. ↑  Een '-' betekent dat het nummer niet was genoteerd en een vetgedrukt getal geeft de hoogste notering aan.
2. ↑  Deze tabel is bijgewerkt tot en met de meest recente editie (2024).

- Biblioteca Nacional de España: XX1501974
- Bibliothèque nationale de France: cb139779373 (data)
- Gemeinsame Normdatei: 134348389
- International Standard Name Identifier: 0000 0001 2029 8607
- Library of Congress Control Number: n84157878
- MusicBrainz: 7e4bfa5f-a8b8-4fb0-81b5-f74f6ac72133
- Nationale Bibliotheek van Tsjechië: xx0068251
- Nationale Bibliotheek van Israël: 987007420499205171
- Nederlandse Thesaurus van Auteursnamen: 070737827
- Istituto Centrale per il Catalogo Unico: LO1V298819
- SNAC: w6cv5fkr
- Virtual International Authority File: 85745048
- WorldCat: E39PBJwtmKjRdwf7Cp7gwGttKd

E Street Band: Bruce Springsteen · Roy Bittan · Nils Lofgren · Patti Scialfa · Garry Tallent · Steven Van Zandt · Max Weinberg
Jake Clemons · Charles Giordano · Soozie Tyrell
Voormalige leden: Ernest Carter · Clarence Clemons · Danny Federici · Vini Lopez · David Sancious
Voormalige tourmuzikanten:
Everett Bradley · Barry Danielian · Clark Gayton · Curtis King · Suki Lahav · Ed Manion · The Miami Horns · Cindy Mizelle · Michelle Moore · Tom Morello · Curt Ramm · Jay Weinberg